# 우주 캡슐
우주 캡슐(宇宙-, 영어: Space capsule)은 화물, 과학 실험 및 우주비행사를 우주로 수송하기 위해 설계된 우주선이다. 캡슐은 재진입에서 살아남고 궤도 또는 준궤도에서 지구 표면으로 페이로드를 반환할 수 있는 능력으로 인해 다른 우주선과 구별되며, 날개가 없고 종종 연료가 거의 포함되지 않은 뭉툭한 모양으로 인해 다른 유형의 회수 가능한 우주선과 구별된다. 안전한 귀환을 위해 필요한 것보다. 소유스 (우주선) 또는 오리온 (우주선)과 같은 캡슐 기반 유인 우주선은 종종 서비스 또는 어댑터 모듈에 의해 지원되며 때로는 확장된 우주 작전을 위해 추가 모듈로 보강된다. 캡슐은 유인 우주선 설계의 대부분을 구성하지만 유인 스페이스플레인인 우주왕복선이 궤도를 비행했다.
현재 유인 우주 캡슐의 예로는 소유스 (우주선), 선저우 (우주선) 및 드래곤 2호가 있다. 현재 개발 중인 새로운 승무원 캡슐의 예로는 NASA의 오리온 (우주선), 보잉의 스타라이너, 러시아의 오렐, 인도의 가가냔 및 중국의 차세대 유인 우주선이 있다. 유인 캡슐의 역사적인 예로는 보스토크 (우주선), 머큐리, 보스호트 (우주선), 제미니 및 아폴로가 있으며, 활동적인 프로그램에는 뉴 셰퍼드 출시가 포함된다. 유인 우주 캡슐은 우주 진공 상태에서 종종 까다로운 열 및 방사선 환경에서 생명을 유지할 수 있어야 한다. 소모성(소유즈처럼 한 번 사용)일 수도 있고 재사용 가능(크루 드래곤처럼)일 수도 있다.

## 같이 보기
- 궤도 모듈
- 기계선
- 우주 탐사